# En el invernadero
En el invernadero o En el conservatorio (en francés, Dans la serre) es una pintura al óleo de 1879 de Édouard Manet en la Alte Nationalgalerie, Berlín, que representa a una pareja de amigos de Manet, en un conservatorio o invernadero. Hay una ambigüedad en la pintura que ha llevado a los críticos de arte a caracterizar la relación de la pareja de formas divergentes.

## Descripción
El escenario es un conservatorio (gran invernadero acristalado) en 70 Rue d'Amsterdam en París, entonces propiedad del pintor Georg von Rosen y que Manet usó como estudio durante nueve meses en 1878 y 1879. En la época tal conservatorio podía ser más que un invernadero; Consolation, de la pintora francesa Alix-Louise Enault, describió el conservatorio parisino como un "lugar íntimo y lujosamente decorado, un área interior aislada propicia para citas privadas".
Recortados por el fondo verde selva dividido en dos niveles por un banco, se ve un doble retrato de una pareja elegante y atractiva de cierto rango social. Son amigos de Manet, los Guillemet, dueños de una tienda de ropa. Sus anillos transmiten su estado civil de casados, y la proximidad de sus manos es el indicio más cercano de intimidad. Madame Guillemet se convierte en el foco del retrato, sentada a la izquierda. Lleva un vestido gris azulado con cinturón, lazo al cuello y botones negros. En el cuello y mangas asoman las puntillas de una camisa blanca que combina con el tono albaricoque del sombrero y el guante de gamuza y con el amarillo claro de la sombrilla que reposa en su regazo. Su brazo izquierdo está doblado sobre el respaldo con la mano desnuda. A la derecha, detrás del banco se encuentra Monsieur Guillemet con chaqueta negra y pantalones claros. Se inclina hacia delante con las piernas ligeramente cruzadas y apoya los antebrazos en el respaldo. En su mano izquierda sostiene un puro apagado y el índice apunta a su esposa. Su separación física, con el esposo encorvado detrás del banco, su falta de compromiso con el espectador y sus miradas abstractas, la de ella vagando en un punto indefinido, él mirando pensativo más allá hacia el suelo, crean una sensación de desapego, que ha sido el tema principal en la crítica moderna de la obra.
El juego de líneas define formalmente la obra. La mujer tiene una postura erguida que se hace eco de los listones verticales del banco, y el hombre, aunque inclinado hacia adelante, no rompe esa vertical. El banco continúa por el lado derecho, reforzando la horizontalidad y la separación de primer plano y fondo. Los pliegues diagonales del vestido de la mujer alivian un poco la linealidad de la composición. La imagen se completa con macetas, una azul de cerámica a la izquierda, varias de terracota a la derecha, y flores rosas y azules a la altura de la cabeza de la mujer.
Desde la exhibición de la pintura, los críticos han interpretado la relación de la pareja de manera diversa. Huysmans llamó a los sujetos "maravillosamente separados de la envoltura verde que los rodea". Como resume Collins:

John Richardson, por ejemplo, llamó a las figuras "rígidas", mientras que el crítico Castagnary, contemporáneo de Manet, escribió que "nada [podría ser] más natural que las actitudes". El crítico Banville considera que M. Guillemet está mirando fijamente la rica seda moiré de la falda de su esposa; Duret lo describe hablando con ella. Huysmans describe a Mme Guillemet como una "animada coqueta", mientras otro crítico la llamó "malhumorada". George Heard Hamilton se refirió a una "tensión extraña" que recuerda a El balcón. Y, finalmente, en Art Forum una crítica de arte feminista ha descubierto en la independencia "positivamente recalcitrante" de Mme Guillemet de su marido una "imaginación femenina radicalizada".

La pintura se exhibió en el Salón de París de 1879 y se consideró sorprendentemente conservadora para Manet. Jules-Antoine Castagnary escribió, con ironía: "¿Pero qué es esto? Cara y manos dibujadas con más cuidado que de costumbre: ¿Manet está haciendo concesiones al público?"  —y dijo que retrataba "la elegancia de la vida a la moda".
Chez le Père Lathuille, con un tema similar y pintado más tarde en el mismo año, puede verse como la contraparte de En el invernadero aunque no se incluyó en el Salón de 1879. Así, la pareja separada por el banco, sin cruzar miradas, y los tonos oscuros y fríos de En el invernadero contrastan con la pareja intensamente relacionada, que se mira a los ojos bajo una cálida luminosidad en el jardín del restaurante. Y de la misma manera, difieren las opiniones sobre Chez Lathuille, para unos es una pareja enamorada solo centrada en su sentimiento, mientras para otros se trata de un gigoló petulante engatusando con ánimo de lucro a una dama madura bajo la mirada burlona del camarero.

## Procedencia
Jean-Baptiste Faure compró En el invernadero a Manet, junto con otros tres cuadros, por la "ínfima suma" de 11.000 francos. En 1896, la Nationalgalerie alemana de Berlín lo compró, convirtiéndose en el primer museo del mundo en adquirir un Manet.
En 1945, al final de la Segunda Guerra Mundial, la obra se encontraba entre los objetos evacuados de la Galería Nacional Alemana y los Museos Estatales de Berlín y puestos a salvo en una mina en Merkers. Después de la guerra, la pintura fue descubierta y asegurada por los Monuments Men. Su salvamento quedó documentado en varias fotografías que muestran a soldados del ejército estadounidense posando con el cuadro de Manet en la mina de Merkers. Estas fotografías han ganado estatus iconográfico a lo largo de los años y, a menudo, se utilizan falsamente como una ilustración del arte saqueado por los nazis en publicaciones prestigiosas como Deutsche Welle, The Washington Post, The New York Times  e incluso en trabajos académicos.

## Galería

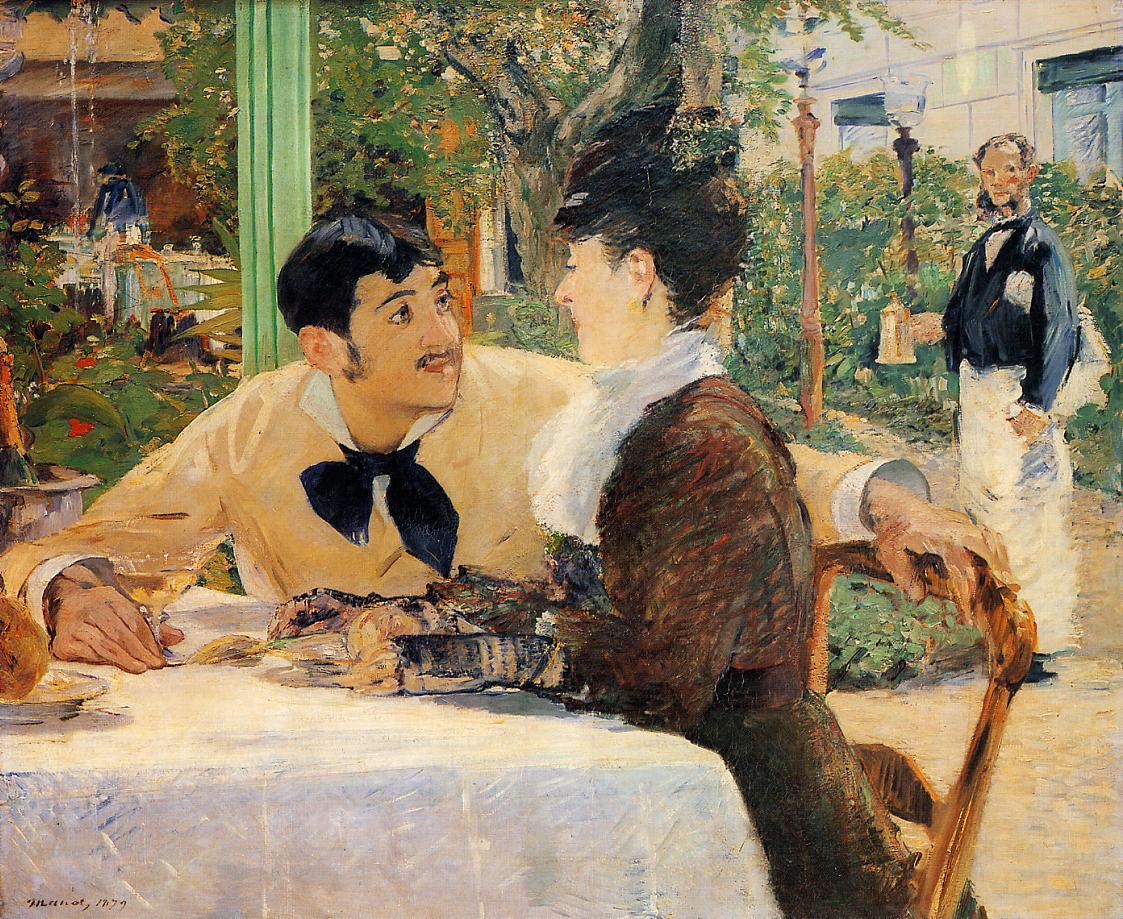
Manet, Chez le Père Lathuille (1879).
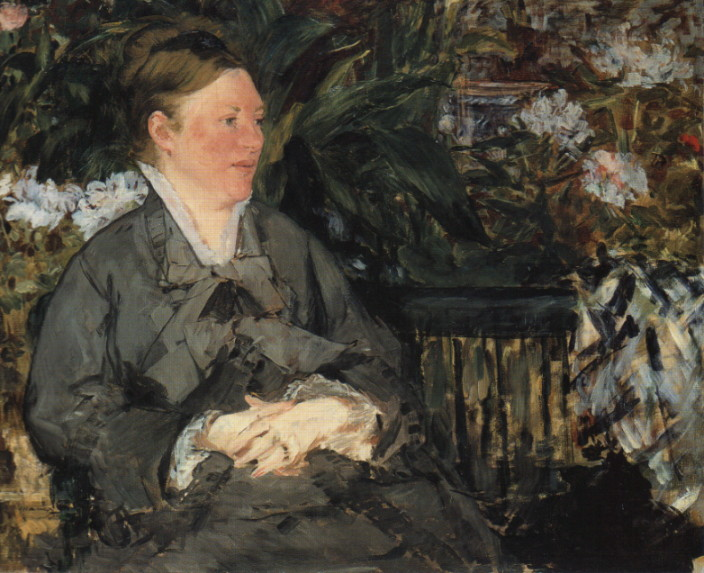
Retrato de Manet de su esposa, Suzanne, sentada en el mismo lugar y también de 1879.
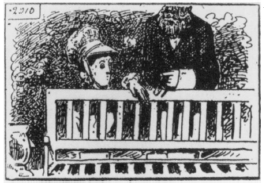
El caricaturista Morel-Retz (seudónimo "Stop") publicó esta caricatura de En el invernadero en Journal amusant (17 de mayo de 1879) con la leyenda "Una joven inocente acorralada en el invernadero por un infame seductor".
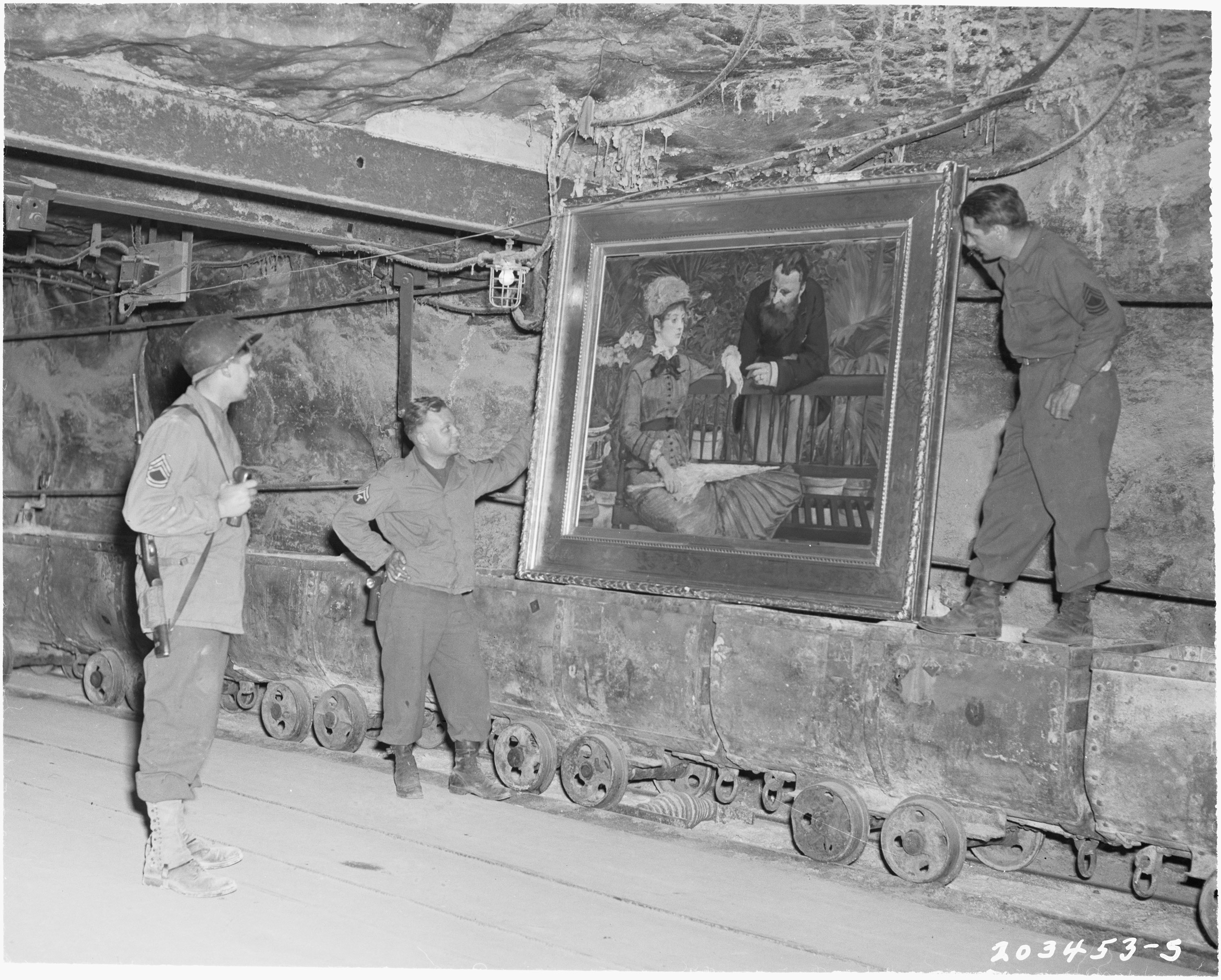
La pintura fue llevada junto con otras de la Alte Nationalgalerie a una mina para protegerlas de las bombas durante la Segunda Guerra Mundial. Esta fotografía de 1945 muestra a soldados estadounidenses con la pintura en la mina de sal de Merkers.